# Вольпельино
Вольпельино (итал. Volpeglino) — коммуна в Италии, располагается в регионе Пьемонт, в провинции Алессандрия.
Население составляет 156 человек (2008 г.), плотность населения составляет 48 чел./км². Занимает площадь 3 км². Почтовый индекс — 15050. Телефонный код — 0131.
Покровителями коммуны почитаются святые Косма и Дамиан, целители безмездные, празднование 26 сентября.

## Демография
Динамика населения:

## Администрация коммуны
- Официальный сайт: